# Bluffton (Carolina do Sul)
Bluffton é uma cidade  localizada no estado norte-americano de Carolina do Sul, no Condado de Beaufort.

## Demografia
Segundo o censo norte-americano de 2000, a sua população era de 1275 habitantes. 
Em 2006, foi estimada uma população de 3505, um aumento de 2230 (174.9%).

## Geografia
De acordo com o United States Census Bureau tem uma área de 
94,9 km², dos quais 88,0 km² cobertos por terra e 6,9 km² cobertos por água. Bluffton localiza-se a aproximadamente 3 m acima do nível do mar.

## Localidades na vizinhança
O diagrama seguinte representa as localidades num raio de 24 km ao redor de Bluffton. 